# Jutta von Ravensberg

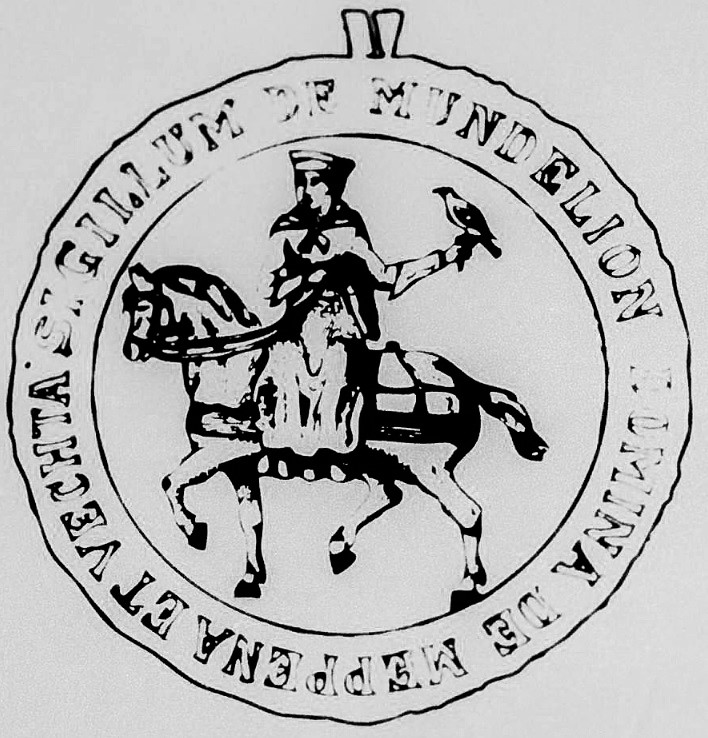
Siegel der Gräfin Jutta von Ravensberg. Die Umschrift lautet: SIGILLUM DE MUNDELION DOMINA DE MEPPENA ET VECHTA

Jutta von Ravensberg (* um 1223/um 1231; † 1301/nach 1302) war Gräfin von Ravensberg. Sie verkaufte 1252 ihre Herrschaftsrechte im Emsland und in Vechta an den Bischof von Münster, daraus entstand später das Niederstift Münster.

## Leben
Jutta von Ravensberg wurde um 1223 oder um 1231 als Tochter von Otto II. von Ravensberg († 1244) und dessen Ehefrau Sophie von Oldenburg geboren. Da ihr Bruder Hermann von Ravensberg früh verstarb und sie die einzige überlebende Tochter war, wurde sie Alleinerbin ihrer Eltern.
1252 verkauften Jutta von Ravensberg, ihr zweiter Ehemann Walram III. von Monschau und ihre Mutter Sophie von Oldenburg die Herrschaftsrechte im Emsland und in Vechta für 40 000 Mark an Bischof Otto II. von Münster († 1259), daraus entstand später das Niederstift Münster.
Jutta von Ravensberg verstarb 1301 oder nach 1302.

## Besitz
Jutta von Ravensberg verfügte über: die Freigrafschaft Sögel auf dem Hümmling; das Gut in Oythe; die Herrschaft und Burg Vechta mit Markt-, Münz- und Zollrecht; die Herrschaft und Burg Vlotho; die Juttaburg und andere Besitzungen in Haselünne; Güter im Raum Bersenbrück; Reichslehen sowie Lehen der Erzbischöfe von Köln und Bremen, der Bischöfe von Paderborn, Minden, Osnabrück, Utrecht und des Klosters Corvey.

## Ehen
1238 wurde die noch minderjährige Jutta von Ravensberg mit Heinrich III. von Tecklenburg († 1247/1248), dem Sohn von Otto I. von Tecklenburg († 1263) und dessen Ehefrau Mechthild von Holstein-Schauenburg verlobt, um die Aussöhnung der verfeindeten Häuser Ravensberg und Tecklenburg zu festigen. 1242/um 1244 heirateten sie. Als Ehegeschenk erhielt sie von Heinrich III. und Otto II. das Gut in Oythe und die Freigrafschaft Sögel auf dem Hümmling.
Nach dem Tod ihres ersten Ehemannes 1247/1248 heiratete sie 1251 oder vor 1251 in zweiter Ehe Walram III. von Montjoie, († 1266), den Sohn von Walram II. von Monschau († 1242) und dessen Ehefrau Elisabeth von Bar.
Beide Ehen blieben kinderlos.